# Ocellé de la canche
Pyronia cecilia
Espèce
L’Ocellé de la canche ou Amaryllis de Vallantin (Pyronia cecilia) est une espèce de lépidoptères (papillons) appartenant à la famille des Nymphalidae, à la sous-famille des Satyrinae et au genre Pyronia.

## Description
L'Ocellé de la canche  est un papillon de taille moyenne de couleur  orange vif sur le dessus des ailes avec une épaisse bordure brun foncé et à l'apex des antérieures un ocelle doublement pupillé de blanc. Le mâle a une bande androconiale rectangulaire à l'aile antérieure, fractionnée par les nervures claires ce qui le différencie du mâle de l'Amaryllis dont la tache androconiale est en forme de bande.
Le verso des antérieures est semblable, orange bordé de marron avec l'ocelle doublement pupillé caractéristique à l'apex. Les ailes postérieures sont beige à chamois avec des bandes festonnées plus claires.

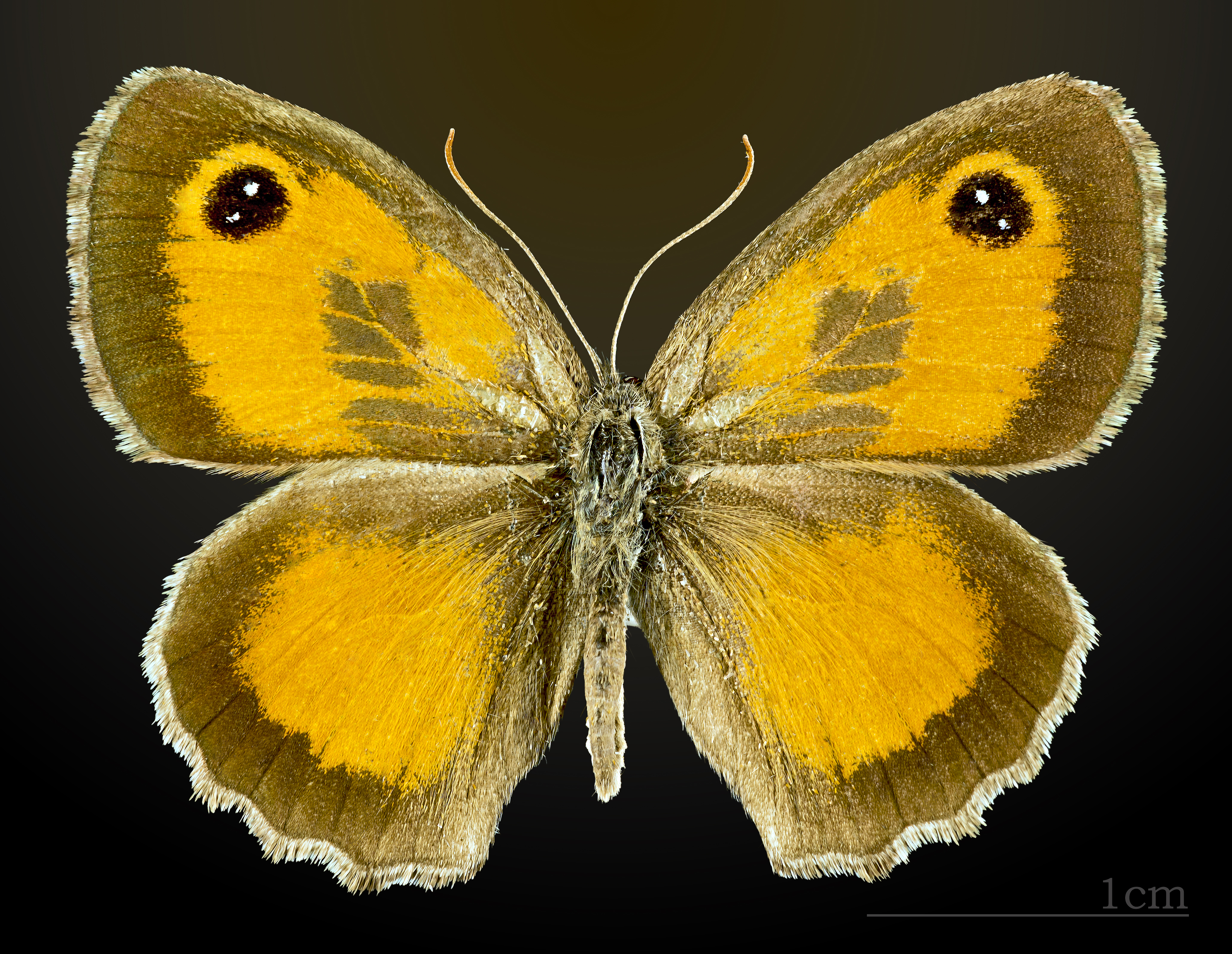
Ocellé de la canche, mâle MHNT
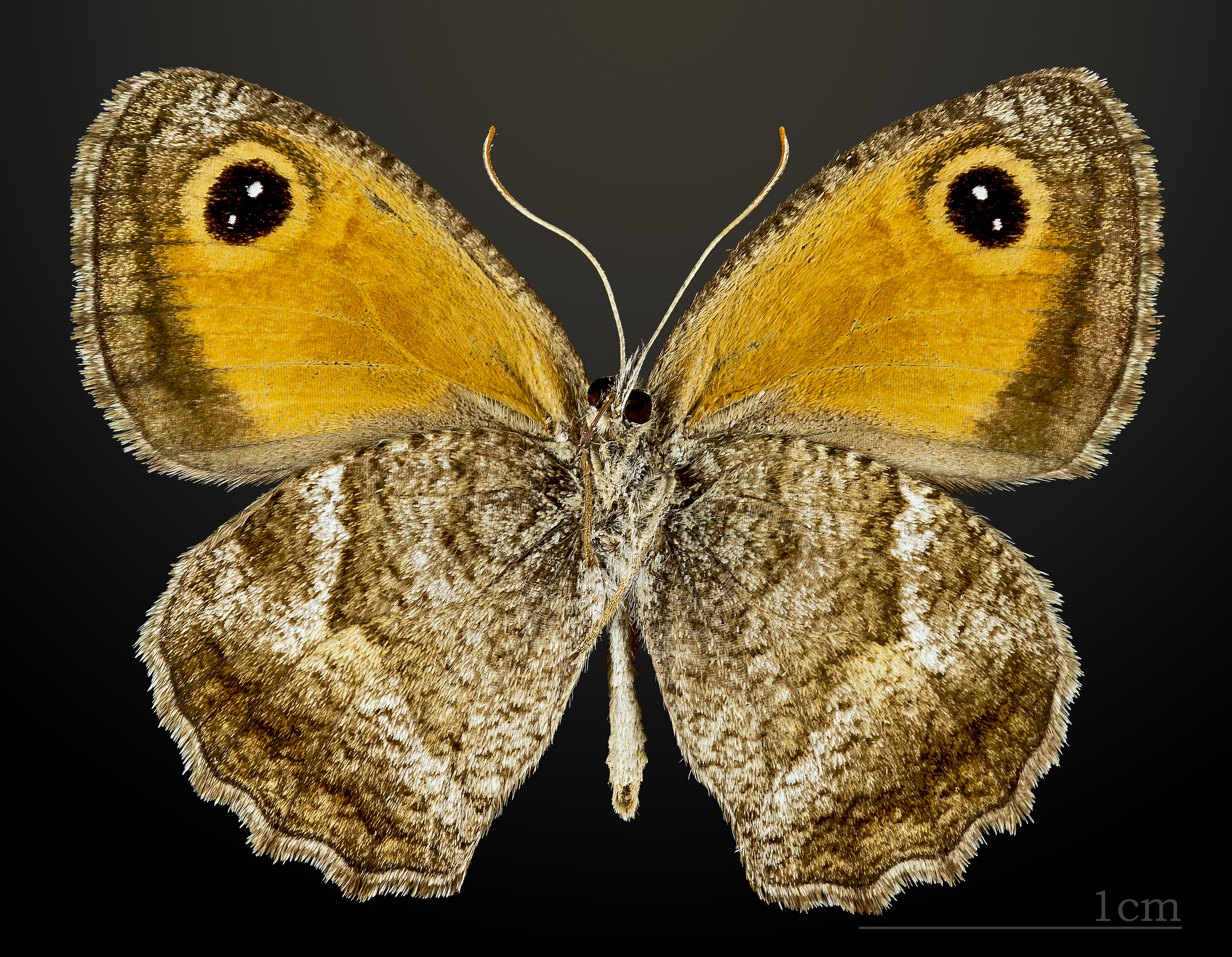
Revers de l'Ocellé de la canche, mâle MHNT
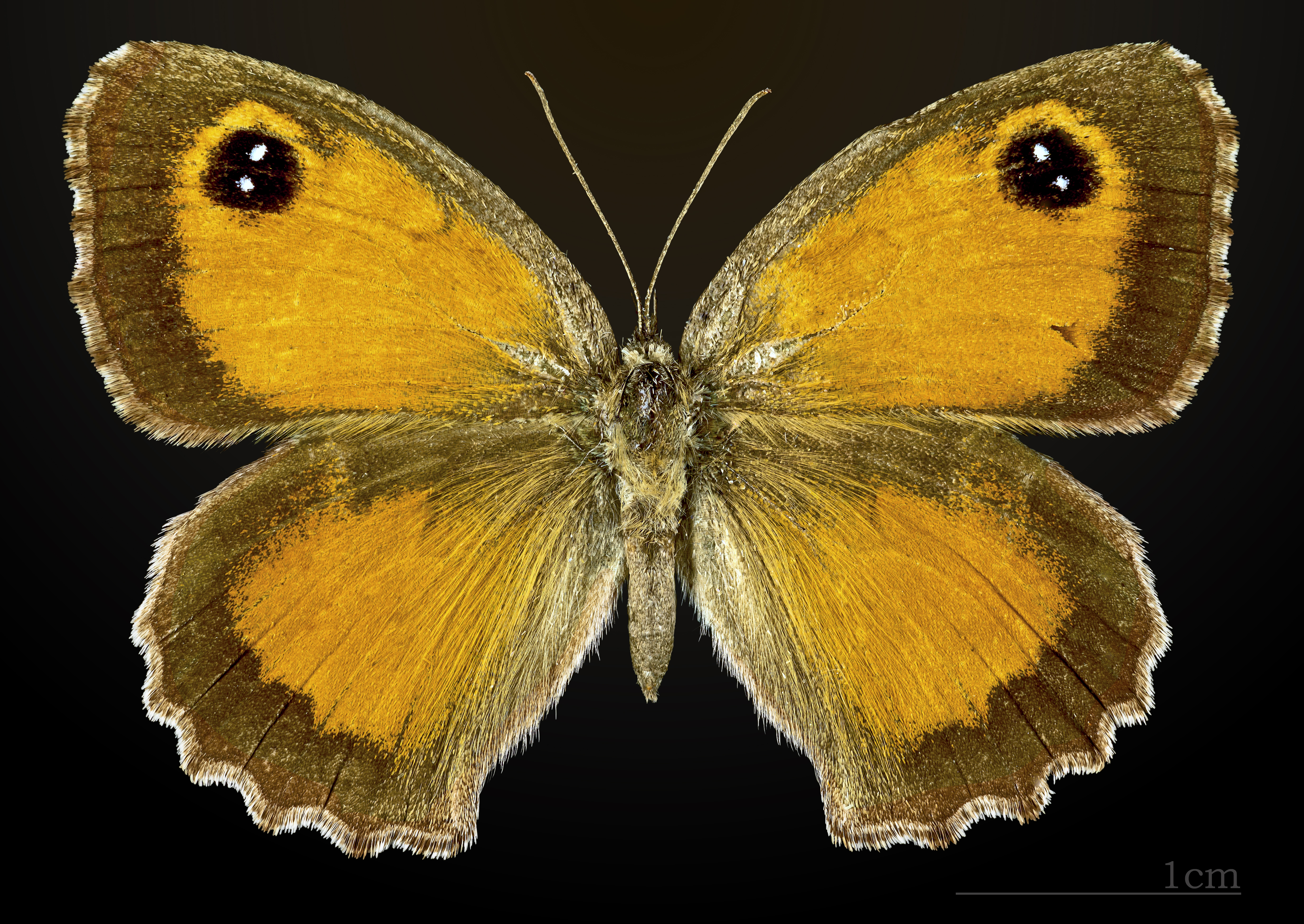
Ocellé de la canche, femelle MHNT
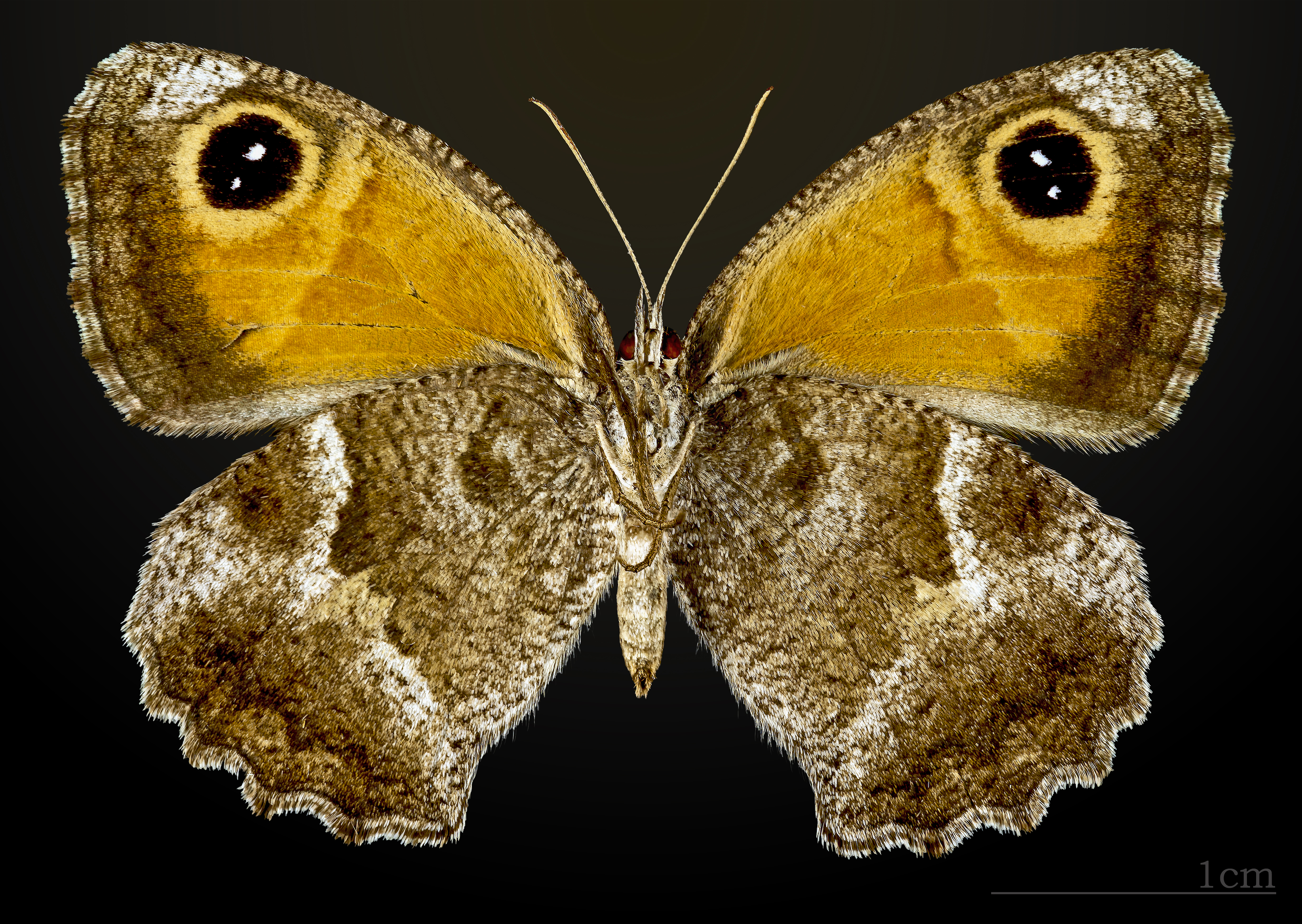
Revers de l'Ocellé de la canche, femelle MHNT

## Biologie

### Période de vol et hivernation
L'Ocellé de la canche vole en une génération de juin à mi-août .

### Plantes hôtes
Ses plantes hôtes sont diverses poacées (graminées), Deschampsia caespitosa est à confirmer,.

## Écologie et distribution
L'Ocellé de la canche est présent en Afrique du Nord, (Maroc, Algérie et Tunisie), dans le sud de l'Europe (Espagne, sud de la France, Italie, sur les côtes de Croatie, Serbie, Albanie, Grèce), en Turquie et en Asie Mineure.
En France métropolitaine il est présent dans seize départements du pourtour méditerranéen et en Corse.

### Biotope
Il réside dans les lieux herbus et buissonneux chauds et secs.

## Systématique
L'espèce Pyronia cecilia a été décrite par l'entomologiste français Henri Vallantin en 1894, sous le nom initial d'une variété Epinephele ida var. cecilia .

### Synonymes
- Papilio ida Esper, 1784 [5]
- Epinephele ida var. cecilia Vallantin, 1894
- Epinephele ida lapidepta Seitz, 1908[6]
- Epinephele ida marcia Fruhstorfer, 1909 [7]
- Maniola cecilia ; [Otakar Kudrna][2].

### Noms vernaculaires
- L'Ocellé de la canche ou Amaryllis de Vallantin en français
- Southern Gatekeeper en anglais[2].

## L'Ocellé de la canche et l'Homme

### Protection
Pas de statut de protection particulier.

### Liens taxonomiques
- (en) Tree of Life Web Project : Pyronia cecilia
- (en) Catalogue of Life : Pyronia cecilia Vallantin, 1894 (consulté le 16 décembre 2020)
- (en) Fauna Europaea : Pyronia (Idata) cecilia (Vallantin, 1894) (consulté le 25 mars 2023)
- (en) NCBI : Maniola cecilia (Vallantin, 1894) (taxons inclus) - synonyme